# Adolf Stehmann

„Justizrat Dr. Adolf Stehmann“;
Porträt-Zeichnung von August Heitmüller, um 1929

Adolf Stehmann (* im 19. Jahrhundert; † 1938 in Hannover) war ein deutscher Jurist, Justizrat, Industrie-Manager und Kunstsammler.

## Leben
Adolf Stehmann studierte Rechtswissenschaft an der Universität Leipzig. Seit 1881 gehörte er dem Akademischen Turnverein Normannia (1897 Turnerschaft, seit 1907 Burschenschaft Normannia Leipzig) an.
Er galt im ersten Viertel des 20. Jahrhunderts als energisch auftretender Rechtsanwalt, der 1902 unter anderem als Strafverteidiger für den Domänenpächter Oswald Falkenhagen im Fall des durch ein Duell getöteten Landrates Adolf von Bennigsen auftrat. Der vielbeachtete Prozess vor dem Schwurgericht zu Hannover und Hintergründe und Folgen des Dramas fanden in der Literatur unter dem Titel Der Zweikampf zwischen Landrat v. Bennigsen und Domänenpächter Falkenhagen weite Beachtung. Ebenfalls noch zur Zeit des Deutschen Kaiserreichs ließ sich Stehmann in Hannover eine Villa durch den Architekten Maximilian Jagielski errichten.
In dem 1909 gegründeten Hannoverschen Verein für Luftschiffahrt zählte Stehmann gemeinsam mit dem Ballonfahrer Julius Precht, Kommerzienrat Siegmund Seligmann und dem Bankier und Wirtschaftsführer Bernhard Caspar zu den Ausschuss-Mitgliedern des Vereins, der die Aufbringung einer halben Million Mark zur Errichtung eines Flugplatzes in Hannover für Aeroplane, zum Aufstieg von Ballons sowie eines Hafens vor allem für die Luftschiffe der Zeppelin-Gesellschaft vorantrieb. Schon im Jahr 1910 erörterten die städtischen Kollegien unter Vorsitz von Stadtdirektor Heinrich Tramm den Bau einer stadteigenen Luftschiffhalle, die zur Zeit des Ersten Weltkrieges im Jahr 1915 dann auch errichtet wurde. Gemeinsam mit Julius Precht war Stehmann selbst einer der Ballonfahrer des 1910 in Betrieb genommenen Ballons Pelikan.
Nachdem Stehmann Anfang der 1920er Jahre noch als Rechtsberater des Reifen- und Gummiwaren-Herstellers Continental AG tätig gewesen war, übernahm er 1926 die Aufgaben des Aufsichtsratsvorsitzenden der „Conti“, während im selben Jahr der Continental-Generaldirektor Willy Tischbein als Mitglied in den Aufsichtsrat der Aktiengesellschaft gewählt wurde.
Privat galt der Justizrat als „eifriger Kunstsammler, der viel für einen behaglichen Lebensgenuß übrig“ hatte. Der Maler und Grafiker August Heitmüller fertigte Ende der 1920er Jahre eine Porträt-Zeichnung Stehmanns als einer der führenden Köpfe Hannovers an.
Noch zur Zeit des Nationalsozialismus wirkte der Justizrat Adolf Stehmann laut dem Adreßbuch der Stadt Hannover von 1934 als Rechtsanwalt und Notar unter der Adresse Georgstraße 20, während er als Eigentümer privat die Wohnung in der Bemeroder Straße 39 nutzte.
Adolf Stehmann starb im Jahr 1938 in Hannover.